# Лобенко, Анатолий Александрович
Анатолий Александрович Лобенко (17 июля 1937, село Мостовое Доманевского района Николаевской области — 8 июля 2020) — советский и украинский деятель, ортопед-травматолог, специалист в области морской медицины. Академик Национальной академии медицинских наук Украины, избран 22.03.1993 г. по специальности морская медицина, почетный член Нью-Йоркской академии наук, действительный член Международной академии информатизации, почетный член консультативного Совета Международного биографического центра (Кембридж), доктор медицинских наук (1985 г.), профессор (1987 г.), заслуженный врач УССР, заслуженный деятель науки и техники Украины. Народный депутат Украины 1-2-го созывов.

## Биография
Родился в семье служащих.
В 1955—1958 годах — студент Одесского военно-морского училища. В 1958—1964 годах — студент Одесского медицинского института имени Пирогова.
Одновременно, в ноябре 1958 — июне 1963 года — фельдшер Одесского областного лечебно-санаторного управления.
Член КПСС с 1959 по 1991 год.
В августе — ноябре 1964 года — судовой врач бассейновой санэпидемстанции Черноморско-Азовского водздравотдела города Одессы. В ноябре 1964 — март 1965 года — участковый врач больницы моряков в порту города Николаева. В марте 1965 — апреле 1966 года — судовой врач на судах закордонплавання бассейновой санэпидемстанции Черноморско-Азовского водздравотдела города Одессы.
В апреле 1966 — апреле 1967 года — исполняющий обязанности главного врача поликлиники Одесского морского порта. В апреле 1967 — декабре 1972 года — главный врач медико-санитарной части Одесского морского порта.
Одновременно, с 1968 года — аспирант, ассистент, доцент кафедры ортопедии, травматологии и военно-морской хирургии Одесского медицинского института, профессор морской медицины, с 1985 до 2005 года — заведующий кафедрой морской медицины и профессиональных болезней факультета усовершенствования врачей Одесского государственного медицинского университета, с 2005 года — профессор кафедры профессиональной патологии, клинической лабораторной и функциональной диагностики Одесского национального медицинского университета.
В 1970 году защитил кандидатскую диссертацию «Деформовний спондилез поперечного отделения позвоночника в рабочих Одесского морского порта».
В декабре 1972 — июне 1992 года — главный врач Черноморской бассейновой клинической больницы на водном транспорте Министерства здравоохранения УССР в городе Одессе.
В 1985 году защитил докторскую диссертацию «Травматизм (лечение, профилактика) на судах морского транспортного флота СССР».
18 марта 1990 года избран Народным депутатом Украины 1-го созыва, 2-й тур 50,14 % голосов, 7 претендентов. Член Комиссии ВР Украины по вопросам здоровья человека. В июле 1994 года избран Народным депутатом Украины 2-го созыва.
В июне 1992 — июле 1999 года — генеральный директор Украинского научно-практического объединения «Медицина транспорта» в городе Одессе. В 1997—2005 годах — директор государственного предприятия «Украинский научно-исследовательский институт морской медицины» в городе Одессе.
Один из ведущих ученых в области морской медицины, основатель этого направления в Украине. Основные научные исследования направлены на изучение механизмов фенотипической адаптации человека к условиям трудовой деятельности в Мировом океане, причин дезадаптации и особенностей формирования патологии у моряков. Им разработаны теоретические основы жидкокристаллической термографии, методология использования этого метода в медицине, изучены хронобиологические механизмы изменений сердечно-сосудистой, дыхательной, иммунной и эндокринной систем человека под воздействием судовых и рейсовых факторов; раскрыты биомеханизмы функционирования опорно-двигательного аппарата и характер изменений в организме во время трансконтинентальных переходов, что позволило разработать методологию ускорения адаптации к условиям плавания, повышения работоспособности, профилактики и реабилитации моряков. В практике морской медицины введены новые диагностические подходы и системы лечения заболеваний сердца, желудочно-кишечного тракта, дыхательной системы, опорно-двигательного аппарата.
Автор более 800 научных работ, в т.  ч. 17 монографий, 9 учебных пособий, 30 изобретений. Подготовил 17 докторов и 46 кандидатов наук.
Член президиума Всеукраинского обществ ортопедов-травматологов и социал-гигиенистов Украины; эксперт Всемирной организации здравоохранения (1984). Член Всемирного совета морских медиков, Всемирной организации хирургов и ортопедов-травматологов. Главный редактор журнала «Вестник морской медицины», член редакционных коллегий ряда ведущих научных журналов.
Основные научные труды: «Дегенеративно-дистрофические заболевания позвоночника у лиц плавсостава» (1989 г.); «Компенсаторно-приспособительные механизмы у моряков» (1991 г.); «Справочник судового врача» (1991 г.); «Жидкие кристаллы в морской медицине» (1992 г.); «Лучевая диагностика неспецифического остеомиелита» (1993 г.) и др.

## Награды
Награжден медалями, Почетной грамотой Президиума Верховного Совета УССР, золотой и серебряной медалями ВДНХ СССР, присвоены звания «Заслуженный врач УССР», «Почетный работник Министерства морского флота СССР», «Заслуженный деятель науки и техники».